# Associazione Calcio Legnano 1955-1956
Questa pagina raccoglie le informazioni riguardanti l'Associazione Calcio Legnano nelle competizioni ufficiali della stagione 1955-1956.

## Stagione

Franco Pian, al Legnano dal 1950 al 1956

Sempre con Giuseppe Mario Perozzi nel ruolo di commissario reggente, la società decide di rinforzare la rosa con l'acquisto del difensore Angelo Panara, del centrocampista Sergio Barsanti e degli attaccanti Paolo Bettolini, Luigi Parodi, Alfredo Pastore, mentre sul fronte cessioni vengono venduti il portiere Mario Longoni, il difensore Camillo Rossi, il centrocampista Daniele Revere e gli attaccanti Erminio Bercarich e Alvaro Zian.
Nella stagione 1955-1956 il Legnano disputa il quattordicesimo campionato di Serie B della sua storia, giungendo al 14º posto in classifica a 30 punti, a 8 lunghezze dal Livorno penultimo in graduatoria e primo delle retrocesse, e a 19 punti dalla capolista Udinese. Dopo un'ottima partenza che fa ben sperare, il Legnano conosce una fase di forte involuzione, che lo fa scendere a metà classifica.
Degni di nota sono due incontri giocati al sabato pomeriggio, Legnano-Verona del 14 gennaio e Legnano-Marzotto del 7 aprile, che vengono anticipati per poter essere ripresi e trasmessi in televisione dalla RAI. Altro evento degno di nota è la squalifica dello stadio del Legnano per un turno a causa delle veementi proteste del pubblico lilla in occasione della gara interna contro il Modena del 20 maggio. I tifosi contestano il rigore assegnato ai modenesi al 55' sul risultato di 1 a 1: la gara però non viene data persa a tavolino anche se, allo stadio del Legnano, è comminata una squalifica di una giornata.

## Divise
| Casa |

## Organigramma societario
Area direttiva
- Presidente: -
- Commissario reggente: Giuseppe Mario Perozzi

Area tecnica
- Allenatore: Ugo Innocenti

## Rosa
| N. |                   | Ruolo | Calciatore       |
| -- | ----------------- | ----- | ---------------- |
|    | Italia (bandiera) | C     | Sergio Barsanti  |
|    | Italia (bandiera) | A     | Paolo Bettolini  |
|    | Italia (bandiera) | A     | Emilio Caprile   |
|    | Italia (bandiera) | C     | Edmondo Colombi  |
|    | Italia (bandiera) | P     | Mario Longoni    |
|    | Italia (bandiera) | C     | Luciano Lupi     |
|    | Italia (bandiera) | A     | Remo Morelli     |
|    | Italia (bandiera) | A     | Enzo Mustoni     |
|    | Svezia (bandiera) | A     | Karl-Erik Palmér |

| N. |                   | Ruolo | Calciatore       |
| -- | ----------------- | ----- | ---------------- |
|    | Italia (bandiera) | D     | Angelo Panara    |
|    | Italia (bandiera) | A     | Luigi Parodi     |
|    | Italia (bandiera) | A     | Alfredo Pastore  |
|    | Italia (bandiera) | D     | Franco Pian      |
|    | Italia (bandiera) | C     | Luciano Sassi    |
|    | Italia (bandiera) | P     | Fabio Soldaini   |
|    | Italia (bandiera) | D     | Ermanno Tarabbia |
|    | Italia (bandiera) | C     | Giovanni Viganò  |
|    | Italia (bandiera) | A     | Alvaro Zian      |

## Risultati

### Serie B

#### Girone d'andata
| Arbitro: | Grillo (Afragola) |

|                               |           |  |
| Bassetti 40’ Ghiandi 75’, 82’ | Marcatori |  |

| Arbitro: | Marangio (Roma) |

|                                      |           |                                |
| Fioravanti 27’ Testa 37’ Bergamo 54’ | Marcatori | 8’ Caprile 57’ (aut.) Griffith |

| Arbitro: | Boati (Milano) |

|            |           |  |
| Palmér 34’ | Marcatori |  |

| Arbitro: | Marangio (Roma) |

|                   |           |                           |
| Serone 75’ (rig.) | Marcatori | 29’ Bettolini 68’ Caprile |

| Arbitro: | Rigato (Mestre) |

|                                          |           |  |
| Palmér 1’ Bettolini 15’, 33’ Caprile 52’ | Marcatori |  |

| Arbitro: | Smorto (Reggio Calabria) |

|                         |           |                         |
| Bettolini 35’, 51’, 52’ | Marcatori | 47’ Testa 65’ Barchiesi |

| Arbitro: | Bonetto (Torino) |

|                |           |                             |
| Puccinelli 32’ | Marcatori | 26’ Pastore 61’, 90’ Parodi |

| Arbitro: | Liverani (Torino) |

|                          |           |                             |
| Bettolini 51’ Parodi 53’ | Marcatori | 17’ Fontanesi 22’ Menegotti |

| Arbitro: | Moriconi (Roma) |

|                      |           |  |
| Mosca 62’ Bressa 77’ | Marcatori |  |

| Arbitro: | Perego (Milano) |

|                        |           |             |
| Caprile 14’ Palmér 62’ | Marcatori | 33’ Santoni |

| Arbitro: | Grillo (Afragola) |

|  |           |   |
|  | Marcatori | . |

| Arbitro: | Alterio (Roma) |

|            |           |                                          |
| Caprile 7’ | Marcatori | 15’ Cappa 54’ (aut.) Parodi 82’ Logaglio |

| Arbitro: | Angelini (Firenze) |

|  |           |   |
|  | Marcatori | . |

| Arbitro: | Piemonte (Monfalcone) |

|                                          |           |               |
| Robotti 47’ Giammarinaro 67’ Ponzoni 70’ | Marcatori | 25’ Bettolini |

| Arbitro: | Marangio (Roma) |

|                           |           |                            |
| Bettolini 22’ Caprile 62’ | Marcatori | 12’ Buzzin 81’ Stefanini I |

| Arbitro: | Menchini (Udine) |

|             |           |  |
| Savigni 30’ | Marcatori |  |

| Arbitro: | Famulari (Messina) |

|  |           |   |
|  | Marcatori | . |

#### Girone di ritorno
| Arbitro: | Rigato (Mestre) |

|                           |           |                |
| Caprile 60’ Bettolini 72’ | Marcatori | 88’ Malinverni |

| Arbitro: | Liverani (Torino) |

|               |           |           |
| Bettolini 48’ | Marcatori | 62’ Luosi |

| Arbitro: | Ferrari (Milano) |

|            |           |  |
| Milani 27’ | Marcatori |  |

| Legnano 4 marzo 1956 21ª giornata | Legnano           | 0 – 0 | Alessandria | Stadio Comunale\| Arbitro: \| Fornari (Bologna) \| |
| Arbitro:                          | Fornari (Bologna) |       |             |                                                    |

| Messina 11 marzo 1956 22ª giornata | Messina        | 0 – 0 | Legnano | Stadio Giovanni Celeste\| Arbitro: \| Alterio (Roma) \| |
| Arbitro:                           | Alterio (Roma) |       |         |                                                         |

| Arbitro: | De Marchi (Pordenone) |

|  |           |               |
|  | Marcatori | 78’ Bettolini |

| Arbitro: | Gambarotta (Genova) |

|                                           |           |                          |
| Parodi 10’, 82’ Bettolini 17’ Pastore 71’ | Marcatori | 23’ Bronzoni 25’ Taccola |

| Arbitro: | Bernardi (Bologna) |

|                                     |           |  |
| Morelli 12’ Secchi 50’ Bredesen 71’ | Marcatori |  |

| Arbitro: | De Robbio (Torre Annunziata) |

|             |           |  |
| Pastore 80’ | Marcatori |  |

| Arbitro: | Griggi (Brescia) |

|                                |           |            |
| Gandini 45’ Baldini 55’ (rig.) | Marcatori | 21’ Palmér |

| Arbitro: | Menchini (Udine) |

|            |           |              |
| Pastore 6’ | Marcatori | 82’ Righetto |

| Arbitro: | Bartolomei (Roma) |

|                                          |           |            |
| Novelli 9’ Cancellieri 20’ Baccalini 66’ | Marcatori | 73’ Parodi |

| Arbitro: | De Robbio (Torre Annunziata) |

|                 |           |  |
| Sassi 4’ (aut.) | Marcatori |  |

| Arbitro: | Angelini (Firenze) |

|                         |           |                                   |
| Caprile 44’ Morelli 78’ | Marcatori | 5’ Cabas 55’ (rig.) Sentimenti VI |

| Arbitro: | Fornari (Bologna) |

|                                  |           |             |
| Stefanini II 46’ Stefanini I 48’ | Marcatori | 72’ Caprile |

| Arbitro: | De Marchi (Pordenone) |

|                           |           |                                  |
| Bettolini 22’ Caprile 88’ | Marcatori | 3’ Mezzalira 41’, 56’ Ghersetich |

| Arbitro: | Bartolomei (Roma) |

|             |           |  |
| Rebizzi 12’ | Marcatori |  |

## Statistiche

### Statistiche di squadra
| Competizione | Punti | In casa | In casa | In casa | In casa | In casa | In casa | In trasferta | In trasferta | In trasferta | In trasferta | In trasferta | In trasferta | Totale | Totale | Totale | Totale | Totale | Totale | DR |
| Competizione | Punti | G       | V       | N       | P       | Gf      | Gs      | G            | V            | N            | P            | Gf           | Gs           | G      | V      | N      | P      | Gf     | Gs     | DR |
| ------------ | ----- | ------- | ------- | ------- | ------- | ------- | ------- | ------------ | ------------ | ------------ | ------------ | ------------ | ------------ | ------ | ------ | ------ | ------ | ------ | ------ | -- |
| Serie B      | 30    | 17      | 7       | 8       | 2       | 28      | 20      | 17           | 3            | 2            | 12           | 12           | 27           | 34     | 10     | 10     | 14     | 40     | 47     | -7 |

### Statistiche dei giocatori[2]
| Giocatore    | Serie B  | Serie B |
| Giocatore    | Presenze | Reti    |
| ------------ | -------- | ------- |
| S. Barsanti  | 7        | 0       |
| P. Bettolini | 31       | 14      |
| E. Caprile   | 27       | 10      |
| E. Colombi   | 28       | 0       |
| L. Lupi      | 34       | 0       |
| R.: Morelli  | 3        | 1       |
| E. Mustoni   | 20       | 0       |
| K.E. Palmér  | 30       | 4       |
| A. Panara    | 6        | 0       |
| L. Parodi    | 31       | 6       |
| A. Pastore   | 29       | 4       |
| F. Pian      | 27       | 0       |
| Rivolta      | 1        | 0       |
| L. Sassi     | 34       | 0       |
| F. Soldaini  | 34       | -47     |
| E. Tarabbia  | 31       | 0       |
| G. Viganò    | 1        | 0       |